# Belenois ogygia
Belenois ogygia is een vlindersoort uit de familie van de Pieridae (witjes), onderfamilie Pierinae.
Belenois ogygia werd in 1883 beschreven door Trimen.